# المدينة العتيقة للرباط

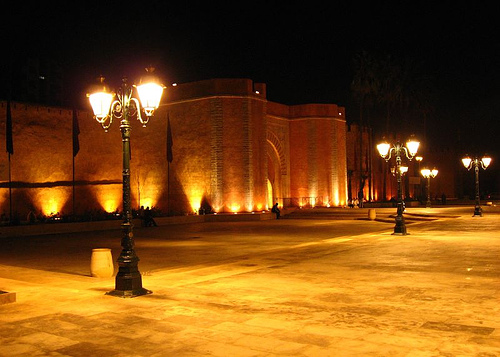
باب الأحد ليلا، أحد أبواب المدينة العتيقة للرباط.

المدينة العتيقة للرباط هي المدينة القديمة المحاطة بالأسوار التاريخية بعاصمة المغرب الرباط، وتضم تجمعا سكنيا وسوق تجاري وخدمات سياحية ومؤسسات عمومية. تعتبر ممن أهم المزارات السياحية في مدينة الرباط، ومن أهم المعالم التاريخية للمدينة التي ساهمت في تصنيفها تراثا إنسانيا عالميا من طرف منظمة الأمم المتحدة للتربية والثقافة والفنون "يونسكو" سنة 2012. 

## معرض الصور

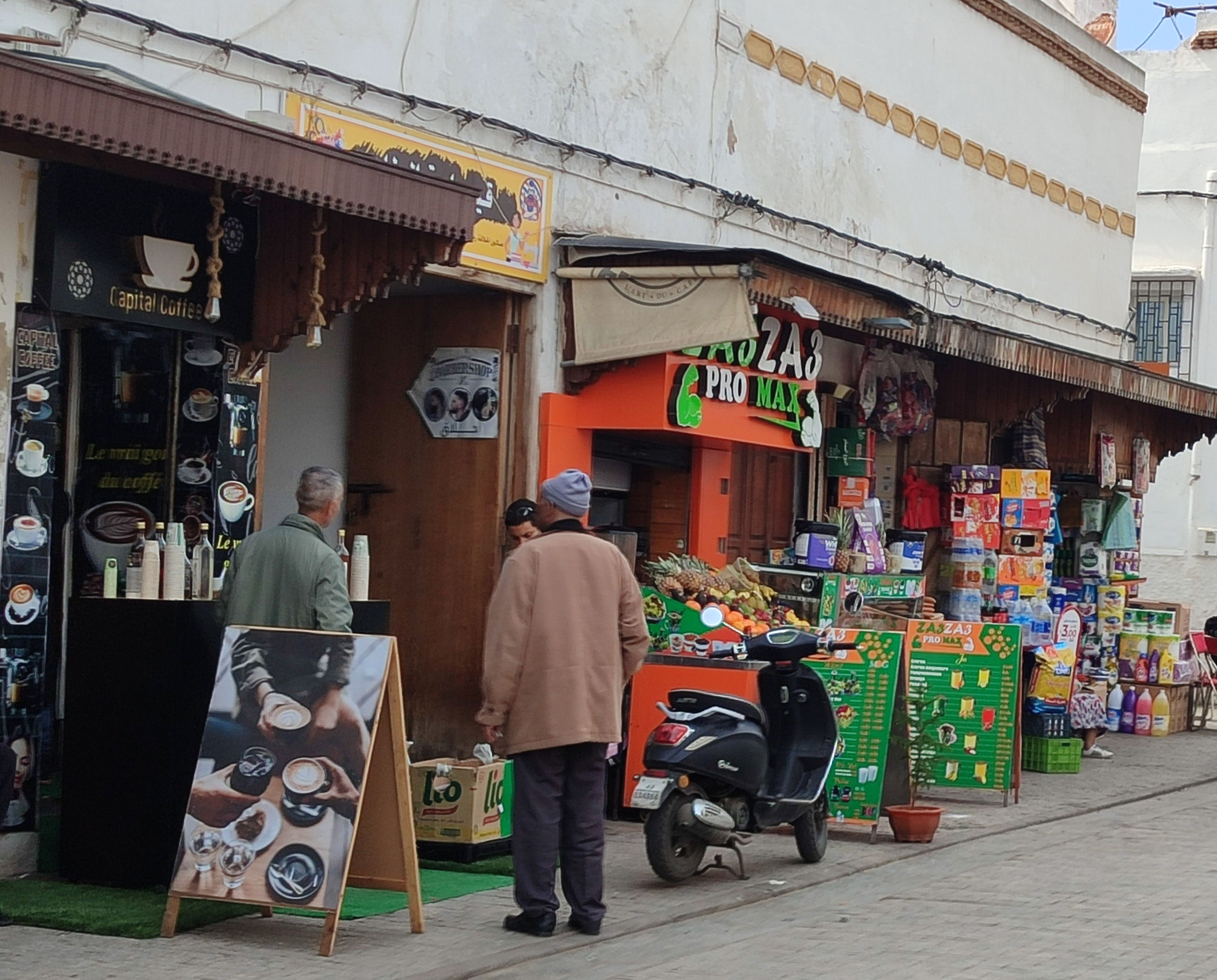
محلات تجارية من سوق المدينة العتيقة للرباط
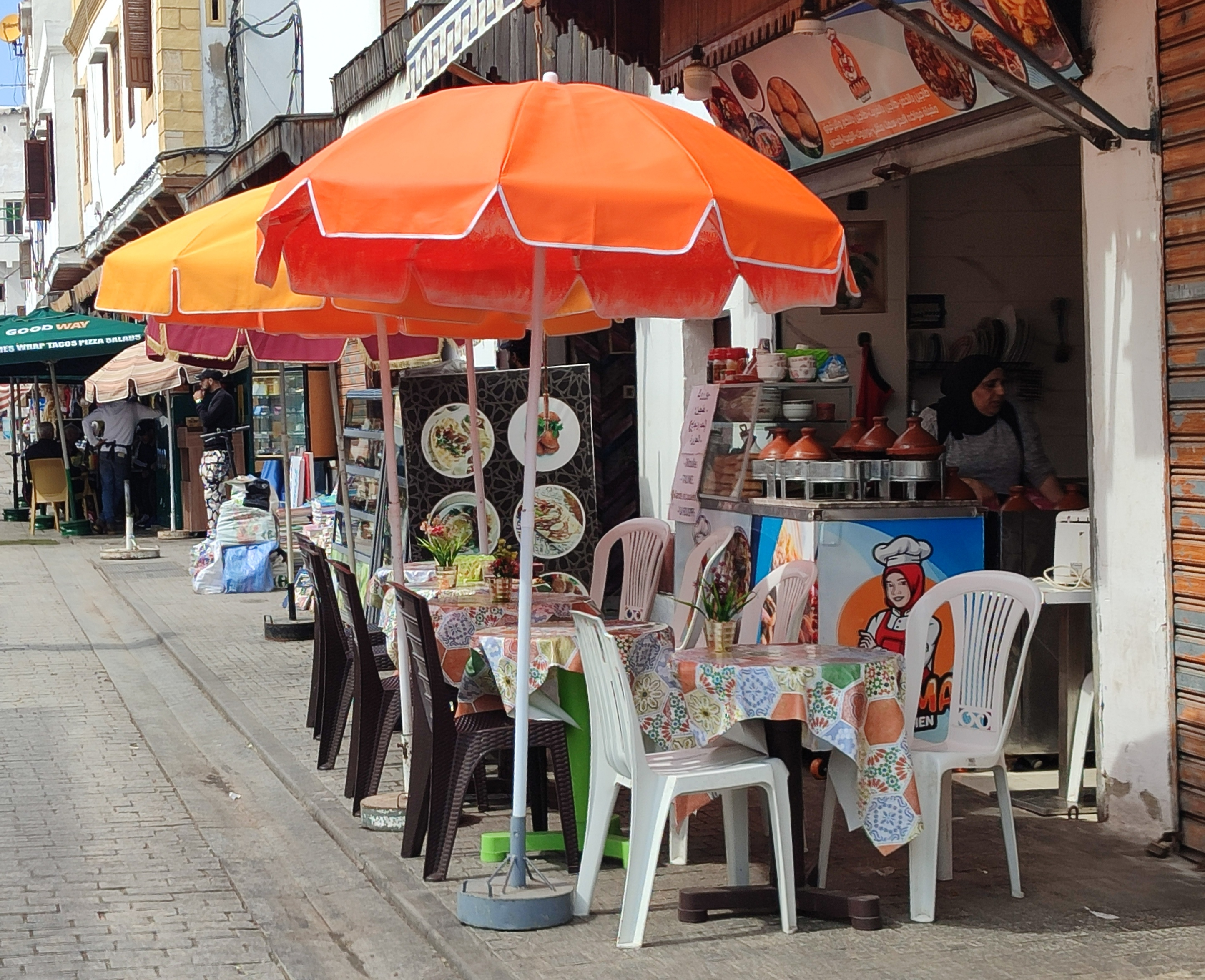
مطاعم بالمدينة العتيقة للرباط
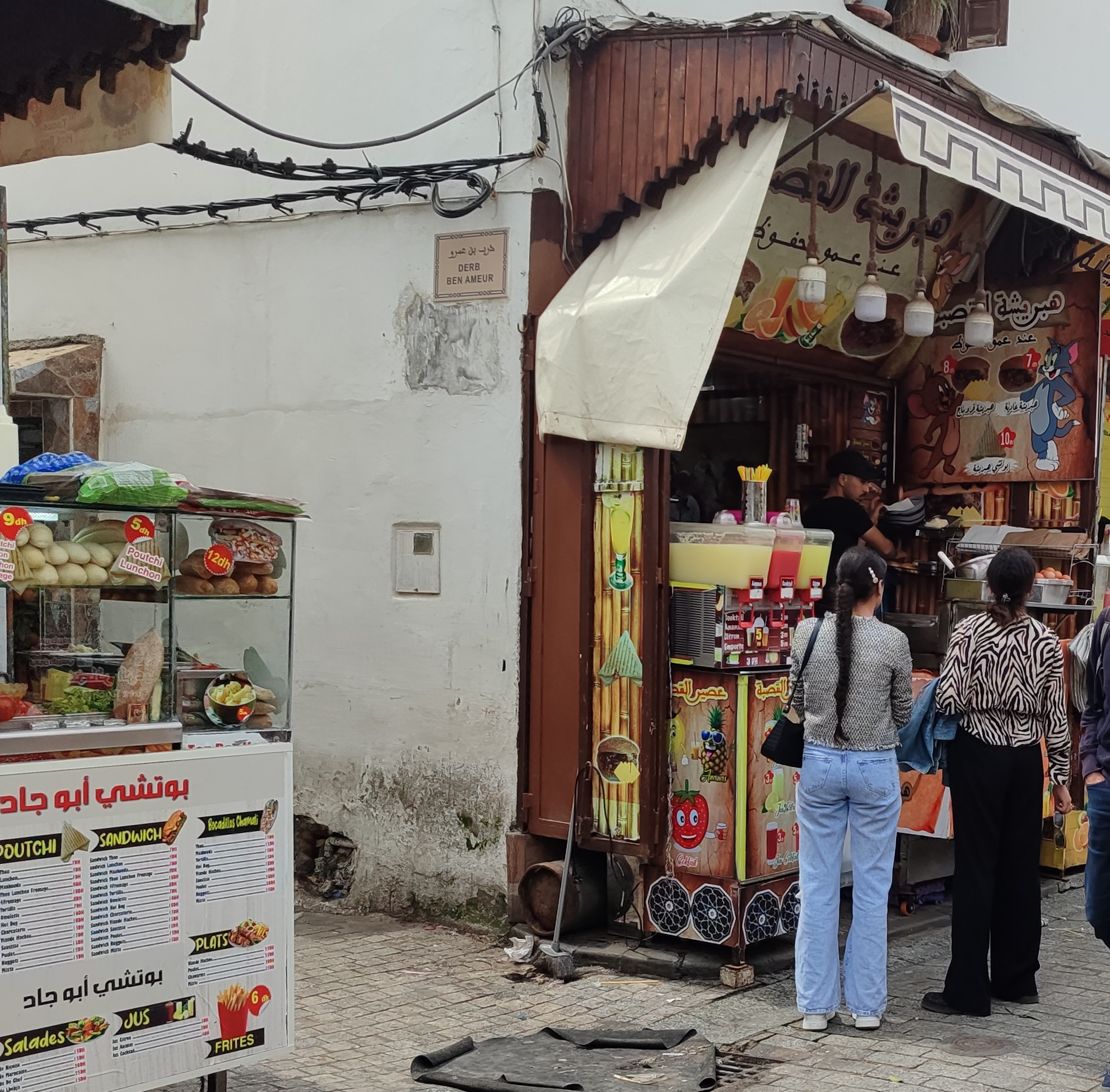
محلات تجارية بالمدينة العتيقة للرباط
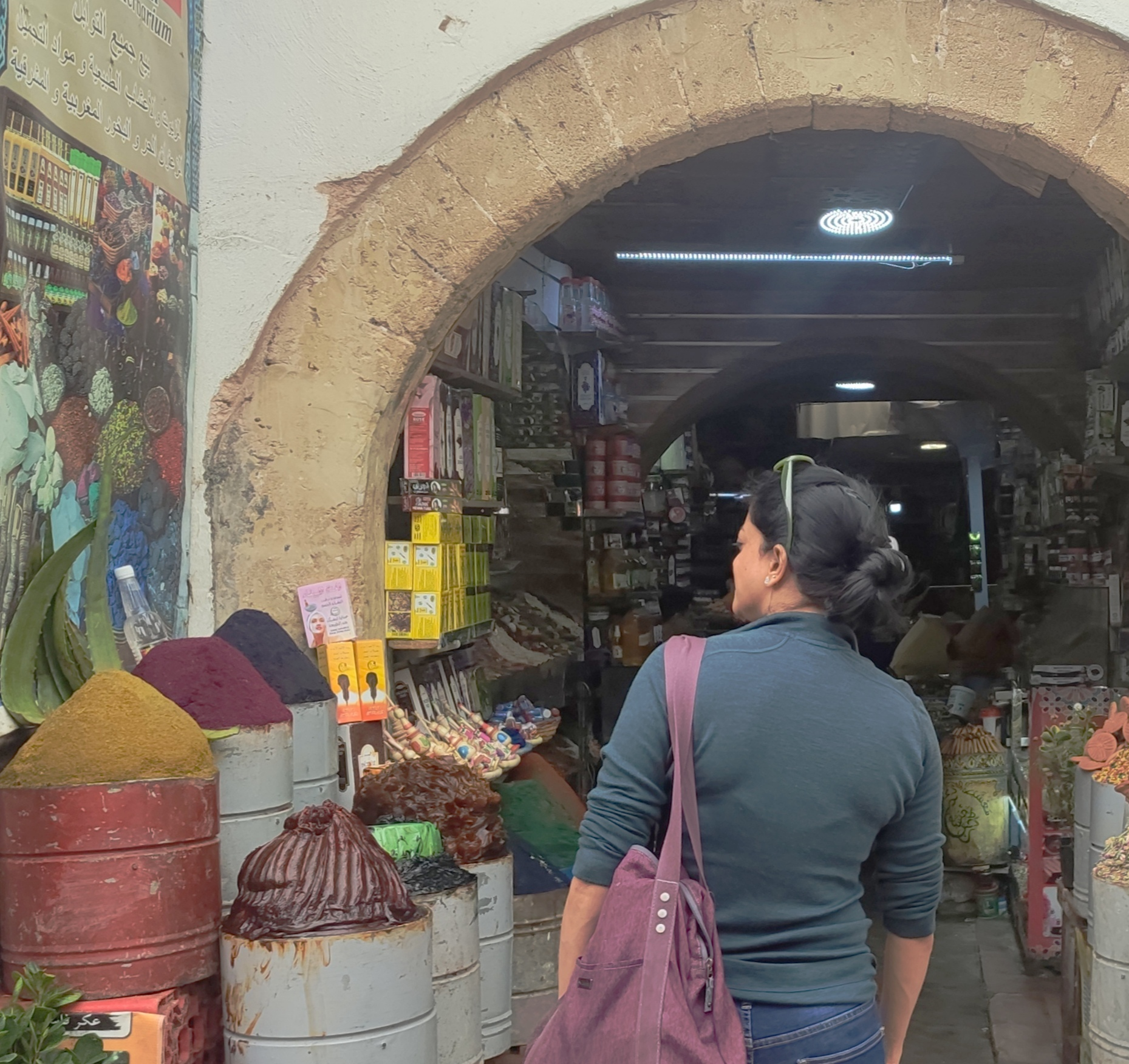
بائع مواد غذائية من المدينة العتيقة للرباط
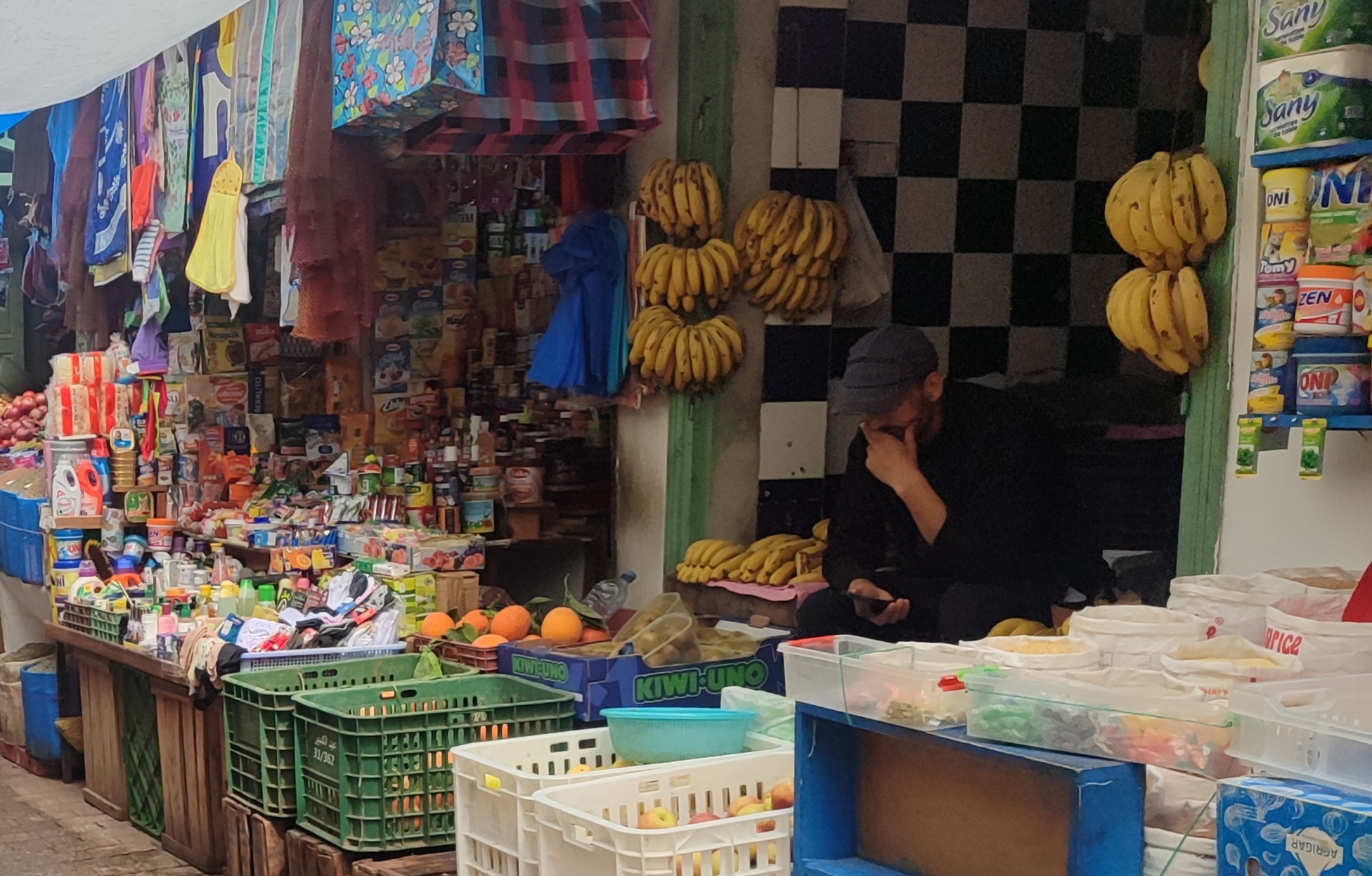
متاجر المواد الغذائية بالمدينة العتيقة للرباط
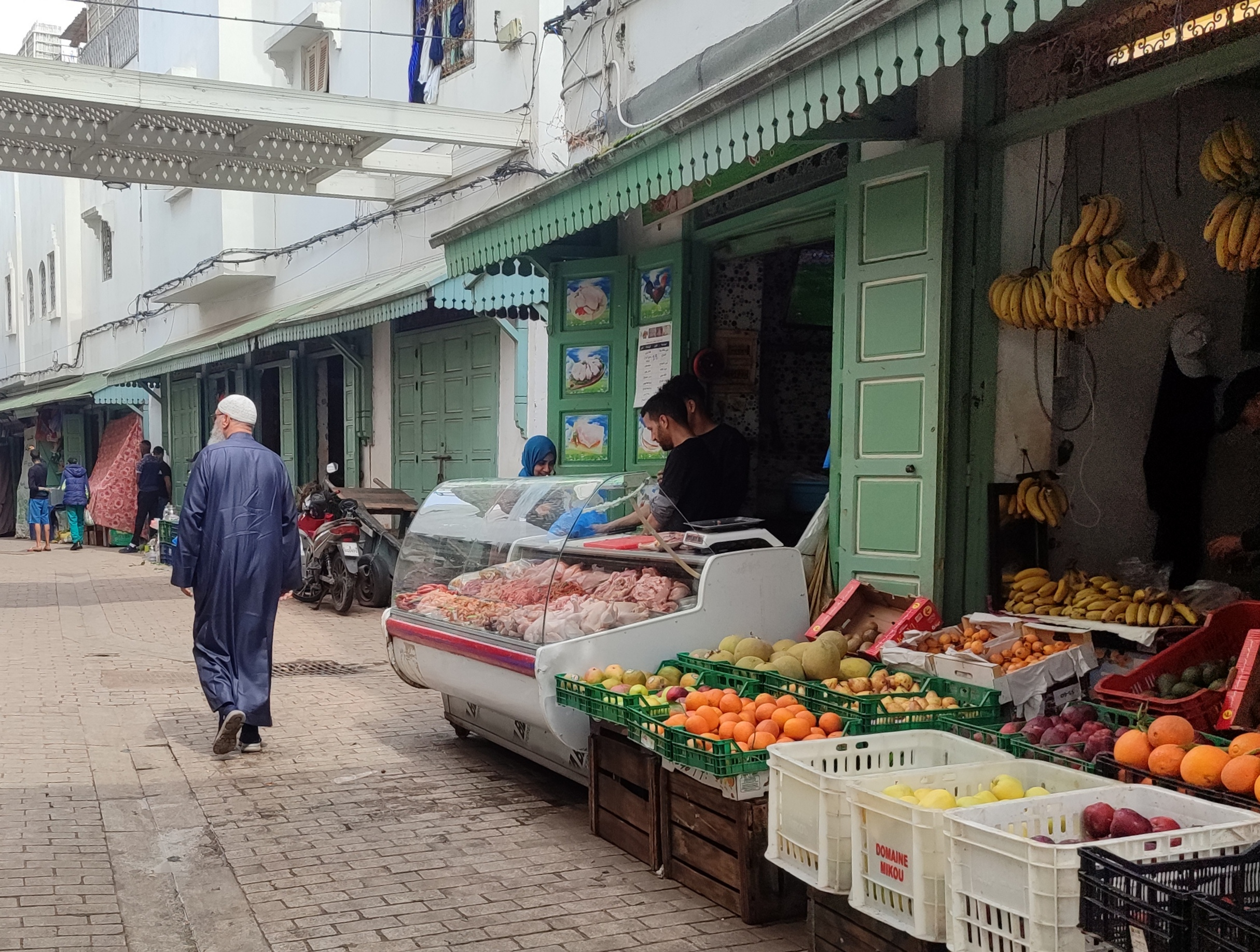
متاجر المواد الغذائية بالمدينة العتيقة للرباط

## قائمة المراجع
1. ↑  موقع تراث عالمي، QID:Q9259
2. ↑  الرباط القديمة.. متحف مفتوح ينبعث من رماد التاريخ